# Governo Löfven II
O Governo Löfven II (PRONÚNCIA APROXIMADA lê-vên) foi formado a partir das eleições legislativas suecas de 2018, em que os partidos verde-vermelhos (de centro-esquerda) obtiveram 144 assentos, superando a Aliança pela Suécia (de centro-direita), que atingiu 143 assentos. Os Democratas Suecos conseguiram 62 assentos, mas ficaram de fora das hipóteses de participação em qualquer governo. Demorou 134 dias a ser constituído devido ao equilíbrio paralisante entre os dois blocos - centro-esquerda e centro-direita - e ao peso eleitoral dos nacionalistas suecos.
| Governo        | Primeiro-ministro | Partidos                               | Ideologia                    |
| -------------- | ----------------- | -------------------------------------- | ---------------------------- |
| Governo Löfven | Stefan Löfven     | Partido Social-Democrata Partido Verde | Social-democracia Ecologismo |

Este governo minoritário foi uma coligação verde-vermelha reunindo o Partido Social-Democrata, de centro-esquerda, e o Partido Verde, ecologista, com o apoio parlamentar do Partido Liberal e do Partido do Centro. Pelo chamado Acordo de janeiro (Januariavtalet) os quatro partidos Partido Social-Democrata, Partido Verde, Partido do Centro e Partido Liberal chegaram a um acordo sobre 73 pontos, garantindo o apoio parlamentar dos dois partidos de centro-direita em troca de os social-democratas e os verdes realizarem as medidas liberais inseridas no referido programa, e excluindo o Partido da Esquerda das áreas desses pontos programáticos. 18 ministros são social-democratas e 5 verdes.